# Православие в Эстонии

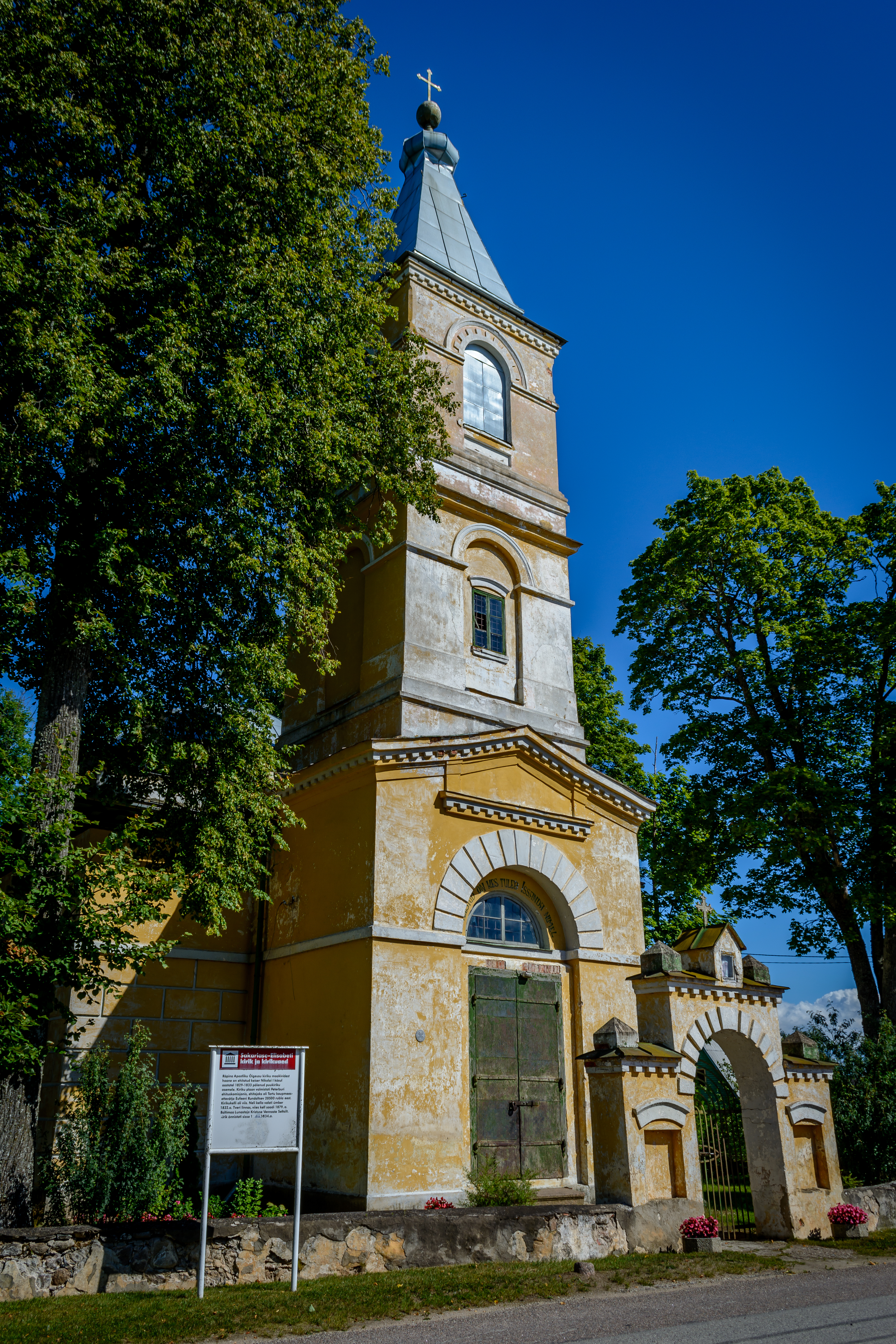
Православная церковь в Ряпина

Православие в Эстонии — христианская деноминация в Эстонии, представленная двумя юрисдикциями: Московским Патриархатом и Константинопольским Патриархатом.
Переписи населения Эстонии 2000 и 2011 годов показали, что православие, опередив лютеранство, стало крупнейшей христианской конфессией в стране за счёт увеличения числа атеистов среди этнических эстонцев. Согласно переписи 2011 года, численность православных в возрасте 15 лет и старше составила 176 773 человека (16 % населения страны). Согласно данным переписи 2021 года, доля православных от всего населения составляла 16%, что означало, что православные преобладали среди жителей страны, заявивших о своей религиозности (при том, число тех, кто не относил себя ни к какой религии в 2021 году составило 58%).

## История
Вероятнее всего, православие впервые появилось на территории Эстонии в X-XII веках благодаря проповедникам из Новгорода и Пскова, в её южных регионах, близких к Пскову. Первое упоминание православных конгрегаций в Эстонии датируется 1030 годом. Примерно в 600 году н. э. эстонцы основали город Тарбату (сегодня Тарту). В 1030 году Киевский князь Ярослав Мудрый, захватил Тарбату и построил собственную крепость, которую назвал Юрьев. Также, якобы, в честь святого Юрия (Георгия) был назван храм. Храм просуществовал до 1061 года, когда, согласно хроникам, Юрьев был сожжен дотла, и все православные христиане изгнаны.
В результате северных крестовых походов в начале XIII века северная Эстония была завоевана Данией, а южная часть Эстонии — Орденом меченосцев, и впоследствии — Тевтонским орденом. В результате с того времени Эстония находилась под влиянием Западного христианства. Тем не менее, русским дозволялось впоследствии иметь православные общины. Одна из таких православных общин в городе Юрьеве (Дерпте), по летописным сведениям, подвергалась преследованиям со стороны местного немецкого католического духовенства, вследствие чего около 1470 года Юрьев был вынужден покинуть священник церкви Николая Чудотворца в городе — Иоанн, известный под именем Ионы Псково-Печерского. Его собрат, Исидор, и бывшие с ним 72 прихожанина по приказу Дерптского католического епископа за отказ перейти в латинство были утоплены в проруби в праздник Богоявления в реке Амовже в 1472 году (память 8 января по юлианскому календарю).
Мало известно о истории православной церкви в регионе в период XVII—XVIII веков, когда большое число старообрядцев-раскольников бежало в Эстляндию (Ливонию) из России. После поражения Шведской империи в 1721 году в Северной войне и до 1918 года Эстония была частью Российской империи. В течение 1800-х годов значительное число эстонских крестьян сменили веру на православную, ожидая получить земельные наделы. Это привело к введению Русской православной церковью епархии в Риге (ныне Латвия) в 1850 году. В конце XIX века были построены Собор Александра Невского в Ревеле и Пюхтицкий монастырь в Куремяэ.
Эстонская апостольская православная церковь Константинопольского патриархата возникла на основании Томоса Константинопольского патриарха Мелетия IV от 7 июля 1923 года, принявшего Эстонскую православную церковь в свою юрисдикцию на правах автономии как Эстонскую православную митрополию в ответ на обращение Собора Эстонской церкви от 23 сентября 1922 года о предоставлении автокефалии.
Эстонская православная церковь Московского патриархата получила автономию 10 мая 1920 года постановлением Московского патриарха Тихона, Священного Синода и Высшего церковного совета Православной российской церкви.